# Nenagh
Nenagh (irisch An tAonach, auch Aonach Urmhumhan ‚Jahrmarkt Ostmunsters‘) ist mit 9895 Einwohnern (Stand 2022) die größte Stadt im Norden des Countys Tipperary in Irland und einer der beiden Verwaltungssitze des Countys. Sie liegt am Fluss Nenagh, der sieben Kilometer weiter nördlich bei Dromineer in den Lough Derg mündet. Im Süden der Stadt liegen die Silvermine Mountains. 
Nenagh war ursprünglich eine Marktstadt mit dem gälischen Namen Aonach Urmhumhan, was „Markt von Ormond“ bedeutet. Heute ist Nenagh ein Zentrum von Handel und Gewerbe.

## Architektur
Eines der signifikantesten Bauwerke der Stadt ist das Nenagh Castle, ein Tower House, das von der Familie Butler um 1217 erbaut wurde und zu den schönsten Irlands gezählt wird. Es misst etwa 16 Meter in der Breite und ist dabei über 30 Meter hoch. 
Weitere Baudenkmäler sind das um 1200 gegründete Hospital der Kreuzherren und die Ruine des um 1250 gegründeten Franziskanerklosters.

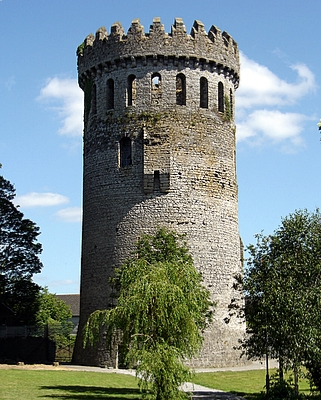
Nenagh Castle (2006)
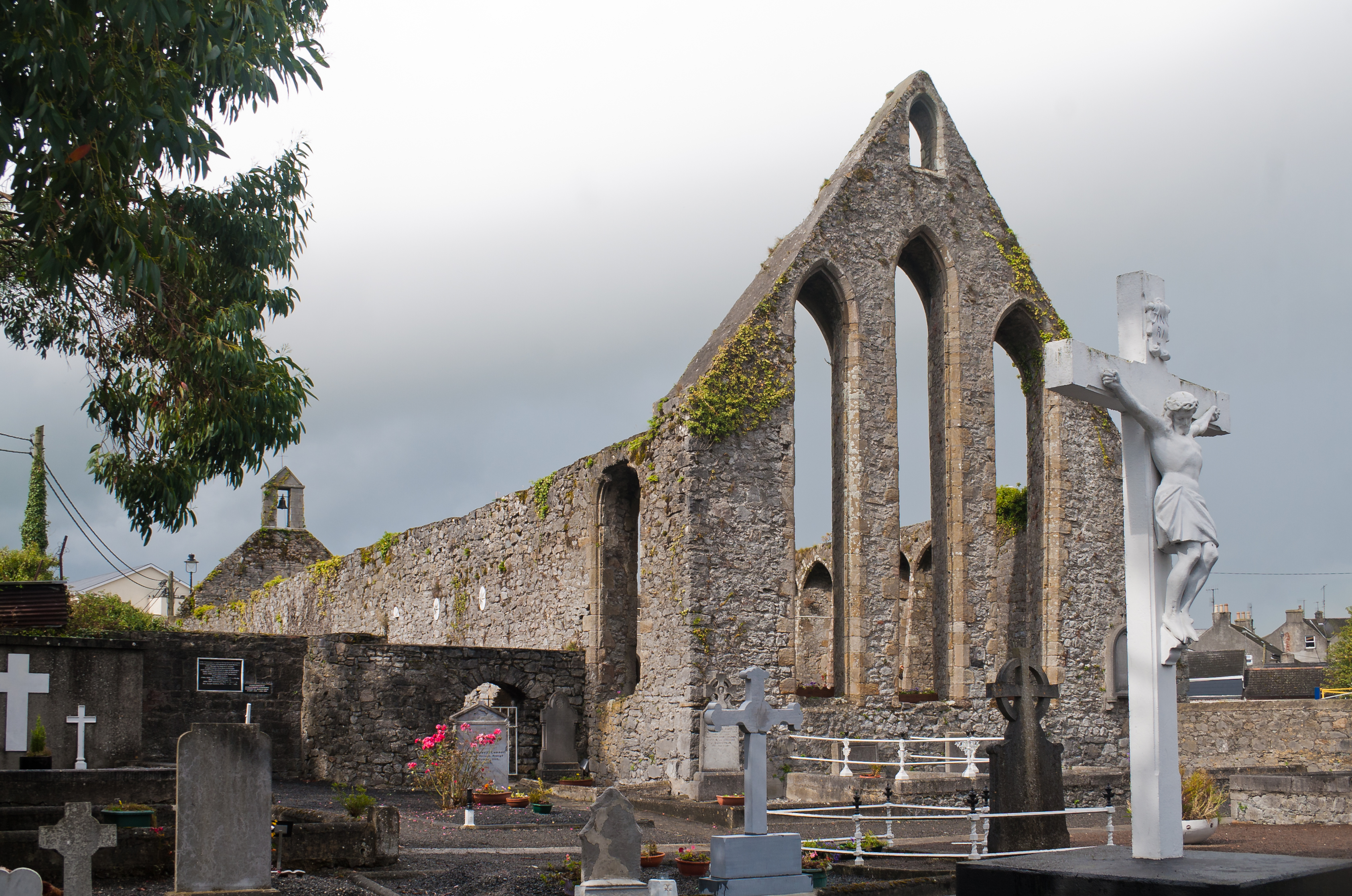
Ruinen des  Franziskanerklosters
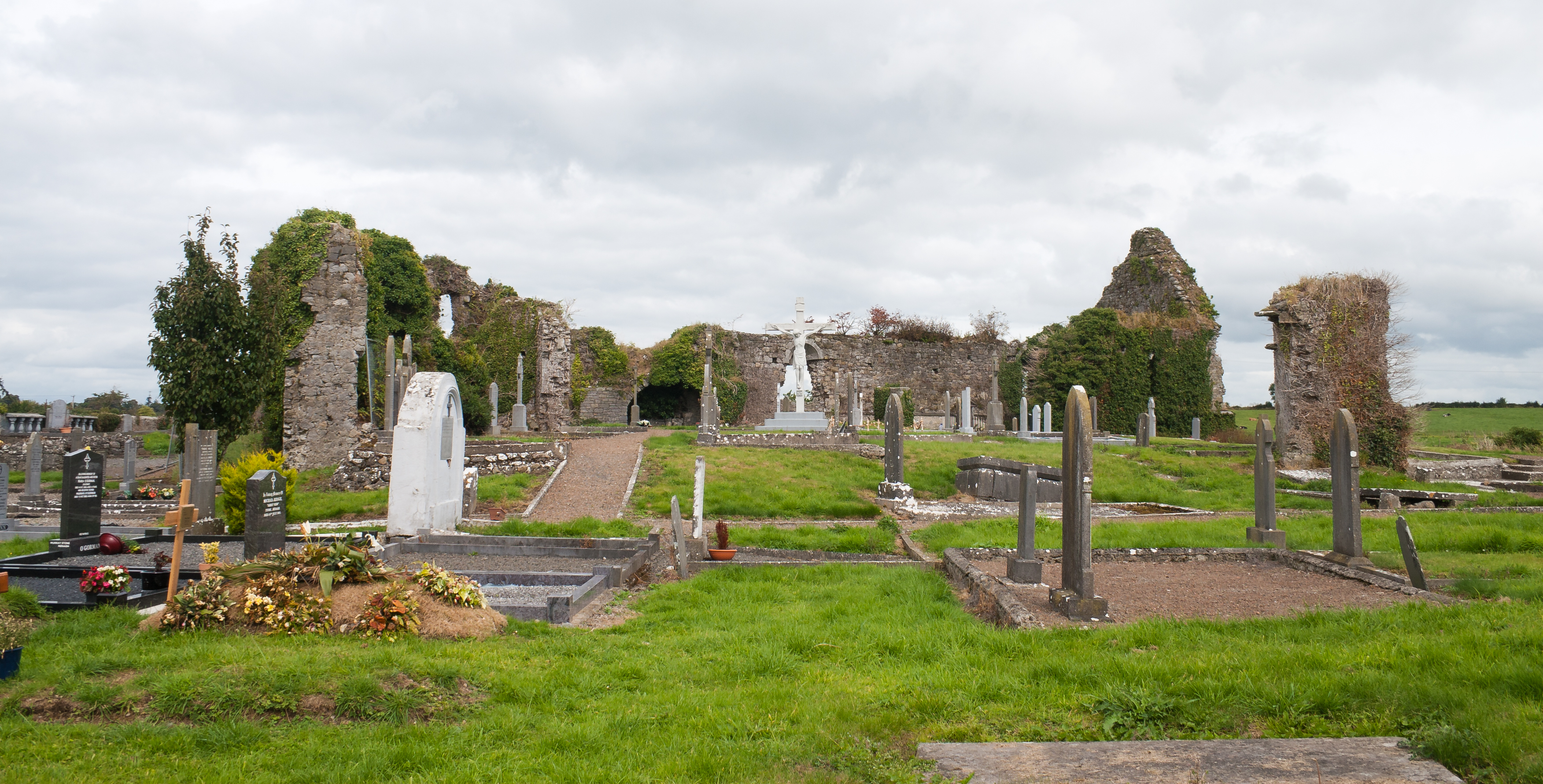
Ruinen des Klosters der Kreuzherren

## Städtepartnerschaft
Partnerstadt von Nenagh ist Tonnerre in Burgund (Frankreich).

## In Nenagh geboren
- John Hayes (1886–1965), amerikanischer Leichtathlet
- John Desmond Bernal (1901–1971), britischer Physiker
- Tomás Mac Giolla (1924–2010), Politiker
- John Joseph Ryan (1927–2014), Politiker
- Hugh Patrick Slattery (1934–2024), Ordensgeistlicher, Bischof von Tzaneen
- Michael O’Kennedy (1936–2022), Politiker (Fianna Fáil)
- Máire Hoctor (* 1963), Politikerin
- Bernadette Flynn (* 1979), Tänzerin
- Brendan O’Donoghue (* 1982), Snookerspieler
- Ryan O’Meara (* 1995), Politiker
- Donal Ryan (* 1976), Schriftsteller